# Peine accessoire en France
Ne doit pas être confondu avec Peine complémentaire en France.
La peine accessoire est une peine qui découle automatiquement et implicitement de la condamnation à une infraction déterminée.
Avant la réforme du code pénal, une condamnation pour vol entraînait l'incapacité d'être banquier, et si la condamnation excédait trois mois d'emprisonnement, interdisait l'exercice de toute profession industrielle ou commerciale.
Ces peines ont été exclues dans le nouveau code pénal français mais restent présentes pour les sanctions pénales contenues dans les autres codes. (ex. dans le code monétaire et financier à propos des infractions commises en matière de chèques et cartes de paiement, confiscation de toutes les machines et appareils ayant servi à la fabrication des moyens de paiements contrefaits)

## Sources
- Code pénal français 2005
- Gérard Cornu (dir.) et Association Henri Capitant, Vocabulaire juridique, Paris, Presses universitaires de France, coll. « Quadridge », 2005, 7e éd., 970 p. [détail des éditions] (ISBN 978-2-13-055097-6, OCLC 469313788)